# Championnat d'Asie féminin de basket-ball des moins de 16 ans
Cet article traite de l'épreuve féminine. Pour la compétition masculine, voir Championnat d'Asie masculin de basket-ball des moins de 16 ans.
Le Championnat d'Asie féminin de basket-ball des moins de 16 ans est une compétition féminine de basket-ball qui oppose les meilleures sélections nationales d'Asie et d'Océanie des joueuses de moins de 16 ans. Elle est organisée par la FIBA Asie tous les 2 ans depuis 2009. Depuis 2017, le Championnat est divisé en 2 divisions suivant le niveau de la sélection nationale. Le titre de champion d'Asie se joue donc entre les 9 sélections de la division A. Pendant ce temps (à la même période et dans le même pays) se déroule le championnat de Division B, regroupant 8 autres sélections nationales. Les quatre équipes demi-finalistes de la compétition se qualifient directement pour la Coupe du monde féminine de basket-ball des moins de 17 ans.
L'édition 2019, qui devait initialement se dérouler en avril 2020, est annulée par la FIBA Asie, en raison de la pandémie de coronavirus.

## Palmarès

### Division A
| Édition | Année | Pays hôte | Finale                                      | Finale                                      | Finale                                      | Petite finale                               | Petite finale                               | Petite finale                               | MVP                                         |
| Édition | Année | Pays hôte | Champion                                    | Score                                       | Deuxième                                    | Troisième                                   | Score                                       | Quatrième                                   | MVP                                         |
| ------- | ----- | --------- | ------------------------------------------- | ------------------------------------------- | ------------------------------------------- | ------------------------------------------- | ------------------------------------------- | ------------------------------------------- | ------------------------------------------- |
| 1re     | 2009  | Pune      | Chine                                       | 99–86                                       | Japon                                       | Taïwan                                      | 66–63                                       | Corée du Sud                                | non mis en place                            |
| 2e      | 2011  | Jinan     | Japon                                       | 102–56                                      | Corée du Sud                                | Chine                                       | 105–69                                      | Taïwan                                      | non mis en place                            |
| 3e      | 2013  | Colombo   | Chine (2)                                   | 62–50                                       | Japon                                       | Corée du Sud                                | 86–64                                       | Taïwan                                      | non mis en place                            |
| 4e      | 2015  | Medan     | Chine (3)                                   | 92–75                                       | Japon                                       | Corée du Sud                                | 60–52                                       | Taïwan                                      | non mis en place                            |
| 5e      | 2017  | Bangalore | Australie                                   | 61–60                                       | Japon                                       | Chine                                       | 60–43                                       | Nouvelle-Zélande                            | non mis en place                            |
| 6e      | 2019  | Canberra  | Annulé en raison de la pandémie de Covid-19 | Annulé en raison de la pandémie de Covid-19 | Annulé en raison de la pandémie de Covid-19 | Annulé en raison de la pandémie de Covid-19 | Annulé en raison de la pandémie de Covid-19 | Annulé en raison de la pandémie de Covid-19 | Annulé en raison de la pandémie de Covid-19 |
| 6e      | 2022  | Amman     | Australie (2)                               | 59–58                                       | Japon                                       | Corée du Sud                                | 78–59                                       | Nouvelle-Zélande                            | Isla Juffermans                             |
| 7e      | 2023  | Amman     | Australie (3)                               | 80–74                                       | Japon                                       | Nouvelle-Zélande                            | 66–63                                       | Taïwan                                      | Sienna Lehmann                              |

### Division B
| Édition | Année | Pays hôte | Finale                                      | Finale                                      | Finale                                      | Petite finale                               | Petite finale                               | Petite finale                               |                                             |
| Édition | Année | Pays hôte | Champion                                    | Score                                       | Deuxième                                    | Troisième                                   | Score                                       | Quatrième                                   |                                             |
| ------- | ----- | --------- | ------------------------------------------- | ------------------------------------------- | ------------------------------------------- | ------------------------------------------- | ------------------------------------------- | ------------------------------------------- | ------------------------------------------- |
| 1re     | 2017  | Bangalore | Inde                                        | 64–48                                       | Malaisie                                    | Kazakhstan                                  | 61–47                                       | Iran                                        |                                             |
| 2e      | 2019  | Canberra  | Annulé en raison de la pandémie de Covid-19 | Annulé en raison de la pandémie de Covid-19 | Annulé en raison de la pandémie de Covid-19 | Annulé en raison de la pandémie de Covid-19 | Annulé en raison de la pandémie de Covid-19 | Annulé en raison de la pandémie de Covid-19 | Annulé en raison de la pandémie de Covid-19 |
| 2e      | 2022  | Amman     | Samoa                                       | 79–76                                       | Syrie                                       | Philippines                                 | 90–68                                       | Liban                                       |                                             |
| 3e      | 2023  | Amman     | Philippines                                 | 83–60                                       | Iran                                        | Malaisie                                    | 52–46                                       | Hong Kong                                   |                                             |

## Médailles par pays
Tableau actualisé après le championnat 2023.
| Rang | Nation           | Or | Argent | Bronze | Total |
| ---- | ---------------- | -- | ------ | ------ | ----- |
| 1    | Chine            | 3  | 0      | 2      | 5     |
| 2    | Australie        | 3  | 0      | 0      | 3     |
| 3    | Japon            | 1  | 6      | 0      | 7     |
| 4    | Corée du Sud     | 0  | 1      | 3      | 4     |
| 5    | Taïwan           | 0  | 0      | 1      | 1     |
| 5    | Nouvelle-Zélande | 0  | 0      | 1      | 1     |

## Détail par pays
| Équipe       | 2009 | 2011 | 2013 | 2015 | Total |
| ------------ | ---- | ---- | ---- | ---- | ----- |
| Chine        | 1er  | 3e   | 1er  | 1er  | 4     |
| Corée du Sud | 4e   | 2e   | 3e   | 3e   | 4     |
| Hong Kong    | 9e   | 8e   | 9e   | 7e   | 4     |
| Inde         | 6e   | 5e   | 5e   | 6e   | 4     |
| Indonésie    |      |      | 10e  | 8e   | 2     |
| Japon        | 2e   | 1er  | 2e   | 2e   | 4     |
| Jordanie     |      |      | 11e  |      | 1     |
| Kazakhstan   | 10e  |      | 8e   | 11e  | 3     |
| Macao        |      | 12e  |      |      | 1     |
| Malaisie     | 8e   | 7e   | 6e   | 10e  | 4     |
| Ouzbékistan  |      | 11e  |      | 12e  | 2     |
| Philippines  | 7e   | 6e   |      |      | 2     |
| Singapour    | 11e  | 9e   |      | 9e   | 3     |
| Sri Lanka    | 12e  | 10e  | 12e  |      | 3     |
| Taïwan       | 3e   | 4e   | 4e   | 4e   | 4     |
| Thaïlande    | 5e   |      | 7e   | 5e   | 3     |
| Total        | 12   | 12   | 12   | 12   |       |

Légende : en gras le pays organisateur.
- À partir de 2017, un nouveau format de tournoi est mis en place ; le Championnat est divisé en deux divisions : la Division A et la Division B.

### Division A
| Équipe           | 2017 | 2022 | 2023 | Total |
| ---------------- | ---- | ---- | ---- | ----- |
| Australie        | 1er  | 1er  | 1er  | 3     |
| Chine            | 3e   |      | 6e   | 2     |
| Corée du Sud     | 5e   | 3e   | 5e   | 2     |
| Hong Kong        | 8e   |      |      | 1     |
| Inde             |      | 5e   |      | 1     |
| Japon            | 2e   | 2e   | 2e   | 3     |
| Nouvelle-Zélande | 4e   | 4e   | 3e   | 3     |
| Samoa            |      |      | 7e   | 1     |
| Syrie            |      |      | 8e   | 1     |
| Taïwan           | 6e   |      | 4e   | 2     |
| Thaïlande        | 7e   |      | 9e   | 2     |
| Total            | 8    | 5    | 9    |       |

Légende : en gras le pays organisateur.

### Division B
| Équipe      | 2017 | 2022 | 2023 | Total |
| ----------- | ---- | ---- | ---- | ----- |
| Guam        |      |      | 7e   | 1     |
| Hong Kong   |      |      | 4e   | 1     |
| Inde        | 1er  |      |      | 1     |
| Indonésie   |      | 7e   |      | 1     |
| Iran        | 4e   | 5e   | 2e   | 3     |
| Jordanie    |      | 8e   | 5e   | 2     |
| Kazakhstan  | 3e   | 6e   |      | 2     |
| Liban       |      | 4e   |      | 1     |
| Malaisie    | 2e   |      | 3e   | 2     |
| Maldives    | 7e   |      | 8e   | 2     |
| Népal       | 6e   |      |      | 1     |
| Philippines |      | 3e   | 1er  | 2     |
| Samoa       |      | 1er  |      | 1     |
| Singapour   |      |      | 6e   | 1     |
| Sri Lanka   | 5e   |      |      | 1     |
| Syrie       |      | 2e   |      | 1     |
| Total       | 7    | 8    | 8    |       |

Légende : en gras le pays organisateur.